# HD 154319
HD 154319，又名BD+69 884，SAO 17305、HR 6345，是一颗恒星，视星等为6.4，位于銀經100.4，銀緯35.11，其B1900.0坐标为赤經16h 59m 35.8s，赤緯+69° 35.11′ 59″。